# Крисс, Даррен
Даррен Эверетт Крисс (англ. Darren Everett Criss; род. 5 февраля 1987, Сан-Франциско, Калифорния, США) — американский актёр и музыкант.
Получил широкую известность благодаря роли Блейна Андерсона в телесериале «Хор» (2010—2015) и удостоился номинации на «Эмми» за музыку и стихи к песне «This Time» для финального эпизода шоу. Роль Эндрю Кьюненена в драме «Убийство Джанни Версаче: Американская история преступлений» (2018) принесла ему «Эмми» и «Золотой глобус» как лучшему актёру мини-сериала.
Один из основателей театральной труппы «StarKid»; соавтор и актёр ряда спектаклей, созданных этой командой, включая «Очень Поттеровский мюзикл» и его продолжения. Он исполнял главные роли в бродвейских постановках «Как преуспеть в бизнесе, ничего не делая» (2012), «Хедвиг и злосчастный дюйм» (2015) и «Возможно, счастливый конец» (2024), за последний из которых получил премию «Тони».
Как сольный исполнитель записал мини-альбомы «Human» (2010), «Homework» (2017) и «Masquerade» (2021). Также выступал в качестве солиста инди-поп группы «Computer Games». Организатор музыкального фестиваля «Elsie Fest», проводящегося в Нью-Йорке с 2015 года.

## Ранние годы и образование

### Детство и образование
Даррен Крисс родился 5 февраля 1987 года в Сан-Франциско, штат Калифорния, он младший сын Серины Брю и Чарльза Уильяма Крисса — инвестиционного банкира и покровителя искусств. Его старший брат Чарльз «Чак» Крисс (1985—2022) был членом групп «Freelance Whales» и «Computer Games».
Мать Крисса родом из Себу, Филиппины, в то время как его отец, родом из Питтсбурга, штат Пенсильвания, и имеет английские, немецкие и ирландские корни. Даррен Крисс вырос главным образом в Сан-Франциско, за исключением 1988—1992 годов, когда его семья жила в Гонолулу, Гавайи, где Чарльз Крисс-старший работал в восточно-западном банке, выступая в качестве председателя и генерального директора.
Крисс посещал католическую школу. Он закончил своё начальное образование в школе «Stuart Hall for Boys» для мальчиков, а позже окончил колледж Святого Игнатия в 2005 году. В 2009 году Крисc получил степень бакалавра изобразительных искусств, после окончания университета штата Мичиган по специальности театральное представление и факультатив по музыковедению и итальянскому языку.

### Музыкальное и театральное обучение
Интерес Крисса к музыке начался в раннем детстве, в возрасте пяти лет он начал брать уроки игры на скрипке и обучался ею в течение следующих пятнадцати лет. Даррен Крисс самостоятельно научился играть на других инструментах, включая гитару, фортепиано, мандолину, губную гармошку и ударные.
В средней школе, Крисс погрузился в музыку — он занимал должность концертмейстера в школьном оркестре, а также пел в группе и был признан наиболее вероятным певцом, который выиграет «Грэмми», своими коллегами. В возрасте пятнадцати лет, он начал углубляться в музыкальную композицию и написал свою первую песню, которую он впоследствии использовал в качестве заглавного трека своего первого альбома, выпущенного в 2010 году.
Даррен Крисс также продемонстрировал талант в актёрском искусстве. В возрасте десяти лет, он был принят в американскую театральную консерваторию, где он изучал театральное искусство в течение его формирующих лет. В колледже Святого Игнатия он был членом программы театральных искусств и выступал в классических пьесах, таких как «Музыкант», «Дневник Анны Франк», и «Скрипач на крыше». Он был активен как актёр и режиссёр в университете Мичигана, студенческой театральной организации «Подвал искусств». В 2008 году он провёл один семестр за рубежом, изучая итальянский театр в академии dell’Arte в Ареццо, Италия.

## Карьера

### Кино
В 2012 году состоялся кинодебют Даррена Крисса, в комедии «Имоджен». Его премьера состоялась на кинофестивале в Торонто 7 сентября 2012 года, после он был выпущен в мировой прокат 19 июля 2013 года. В фильме также снялись Кристен Уиг, Аннетт Бенинг и Мэтт Диллон.

### Театр

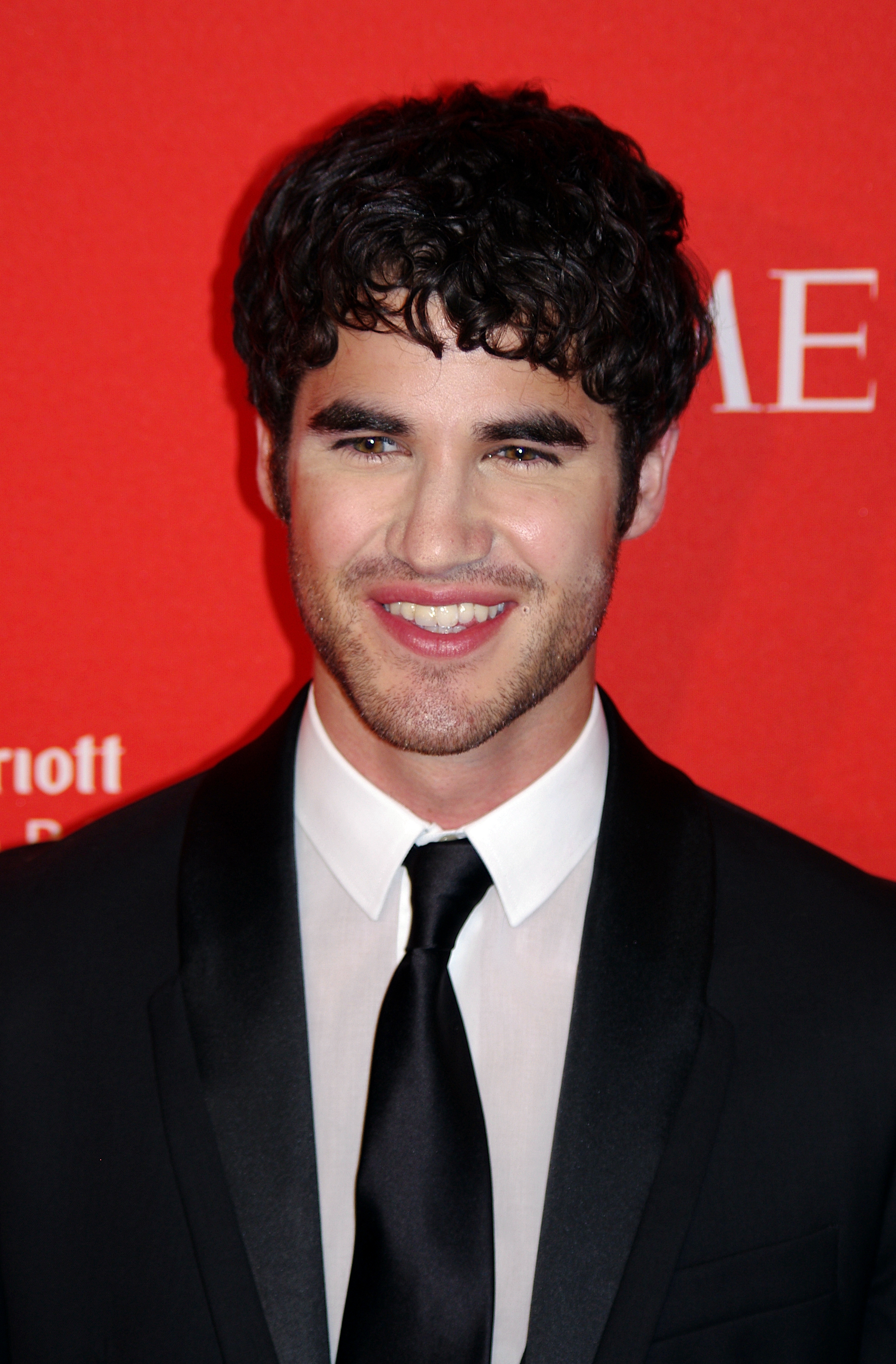
Даррен Крисс на «Time 100» в 2011 году

Крисс начал выступать на театральной сцене в возрасте десяти лет, его первой работой стал мюзикл «Фанни» (1997), затем он сыграл Мауро в мюзикле проходившем в театре Ричарда Роджерса, автора Стивена Сондхайма «Я слышу Вальс?» (1998), и Борегара Калхауна «Детки с оружием в руках» (1999).
На протяжении всей своей юности, Крисс появлялся в американской театральной консерватории, с ролями в пьесах «Рождественская сказка», «Сон в летнюю ночь» и «Наследство Войсей». В университете штата Мичиган, он выступал в спектаклях «Гордость и предубеждение», «Несколько хороших парней» и «Калека с острова Инишмаан».
После получения им бакалавра изобразительных искусств в 2009 году Крисс, вместе с друзьями и однокурсниками из университета Мичигана, основал театральную компанию «StarKid». Его наиболее заметная роль в этой компании, «Очень Поттеровский мюзикл», «Очень Поттеровское продолжение» и «Очень Поттеровский год» (на основе серии романов Джоан Роулинг).
В январе 2012 года состоялся бродвейский дебют Даррена Крисса, он заменил Дэниела Рэдклиффа в роли Джея Финча Пиррпона в мюзикле «Как преуспеть в бизнесе, ничего не делая». Его пребывание там оказалось успешным, спектакль собрал более четырёх миллионов долларов.
После Крисс взял на себя роль Хедвига Робинсона в мюзикле «Хедвиг и сердитый дюйм», проходившем с 29 апреля 2015 по 19 июля 2015 года в театре «Беласко». Он возглавил национальный тур в Сан-Франциско и Лос-Анджелес, со 2 октября по 27 ноября 2016 года.

### Телевидение
Даррен Крисс начал свою телевизионную карьеру с роли Джоша Бартона в пяти эпизодах телесериала «Иствик» в 2009 году. В следующем году он появился в эпизоде телесериала «Детектив Раш».
Прорывом Крисса стала роль Блейна Андерсона, в телесериале «Хор». В начале он появился в шестом эпизоде второго сезона «Never Been Kissed», который вышел в эфир 9 ноября 2010 года.
Блейн посещал академию Далтон и был вокалистом своего хора «Соловьи» академии Далтон. Блейн изначально был другом и наставником для Курта, над которым издевались в его собственной школе. Вскоре отношения между двумя персонажами переросли в романтические. В начале третьего сезона Блейн переводится в школу Маккинли и присоединяется к «новым направлениям».
В последующих сезонах Блейн уезжает в колледж, а позже возвращается в Далтон, чтобы стать наставником Соловьев. В финале сезона он женится на своей давней любви, Курте.
Даррен Крисс сыграл серийного убийцу Эндрю Кьюненена во втором сезоне телесериала-антологии «Американская история преступлений» — «Убийство Джанни Версаче», выход сезона состоялся 17 января 2018 года.

### Музыка
Даррен Крисс — лирический тенор. Он начал сольную музыкальную карьеру во время учёбы в университете штата Мичиган. Играя на небольших площадках, он разработал свой собственный музыкальный репертуар, который сегодня состоит из стандартов из большого американского песенника, современные песни, классика Диснея и его собственные композиции.

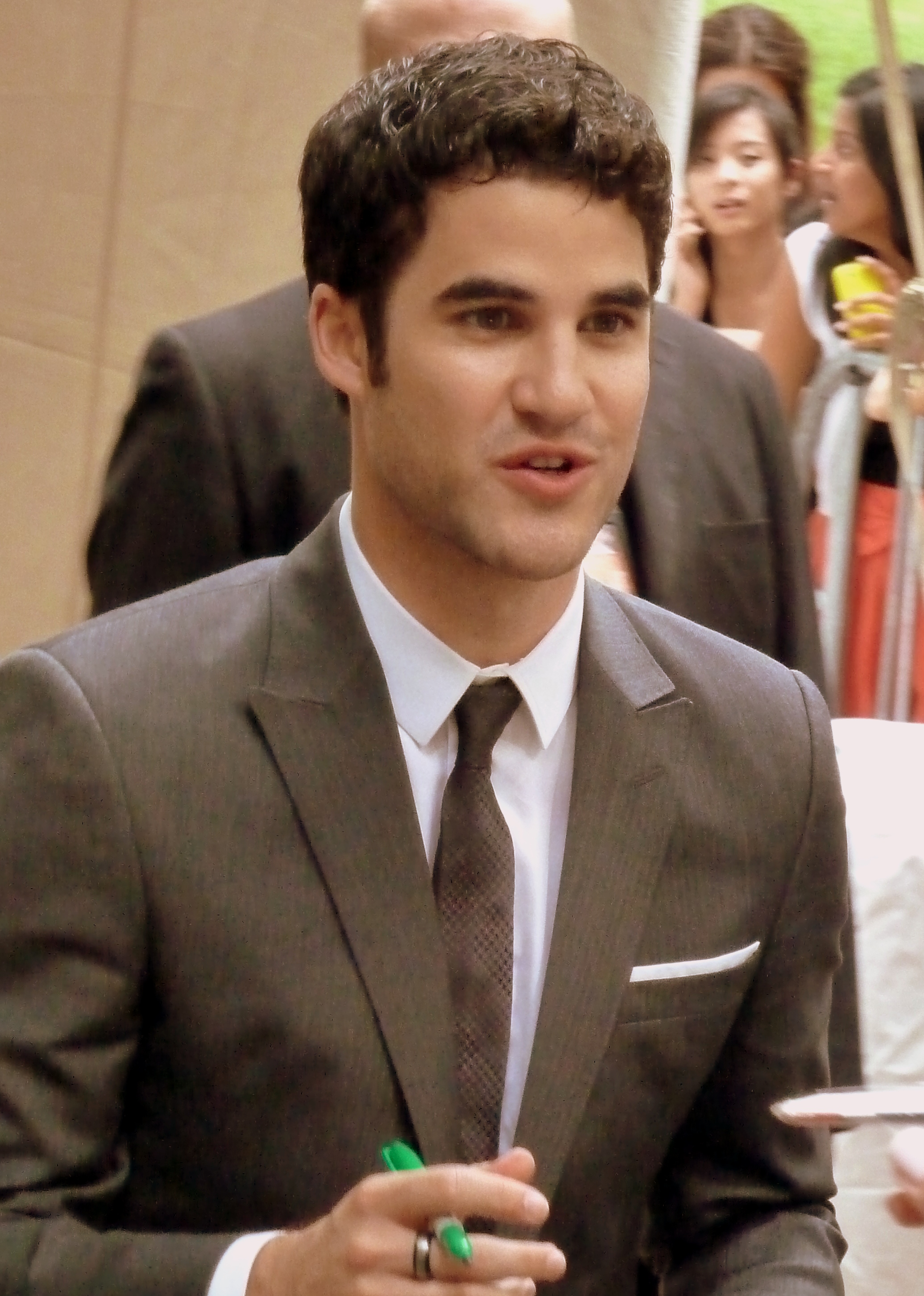
Даррен Крисс на кинофестивале в Торонто в 2012 году

20 июля 2010 года, Крисс выпустил альбом «Human». Intertainment Weekly описал альбом как «соул-фолковый», также он занял 17-е место в чате Top Heatseekers. 10 декабря 2010 года, Крисс стал 400 000 членом американского общества композиторов, авторов и издателей (АСКАП). В апреле 2011 года он подписал контракт с «Sony Music Intertainment». Сейчас он находится в процессе записи полноформатного студийного альбома, дата релиза ещё не определена.
В январе 2013 года, Даррен Крисс выступал на концерте для президента США Барака Обамы. Во время выступления на благотворительном концерте в государственной школе искусств 14 апреля 2013 года, Крисс был сделан почётным членом Йельского университета с акапельного пения группы В Whiffenpoofs. В первом сольном турне Крисс посетил 17 городов в США, Канаде и Франции, с 29 мая по 30 июня 2013 года.

Крисс считается одним из основных авторов и композиторов для компании «StarKid». В ноябре 2011 года, Крисс принял участие в первом национальном концертном туре компании «StarKid», в Нью-Йорке и Бостоне, летом 2012 года, он присоединился к ним снова для в их втором национальном туре, Apocalyptor, в Лос-Анджелесе и Нью-Йорке.

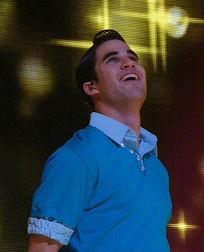
Даррен Крисс на концерте «Glee Live! In Concert!» в 2011 году

В роли Блэйна Андерсона, Крисс исполнил множество музыкальных выступлений в хоре, которые были выпущены в качестве синглов, доступных для скачивания. Его первый спектакль, «подростковая мечта» с Кэти Перри, был показан на саундтреке альбома «Glee: The Music, Volume 4». Он занял восьмое место на «Billboard Hot 100», 27 ноября 2010 года и первое место на Billboard.
Эта песня стала самой продаваемой в США, продав 214 000 экземпляров. Энтони Бениньо из журнала «Daily News» поставил песне отличную оценку и отметил, что это Даррен Крисс улучшил оригинал Кэти Перри.
Позже песни в исполнении Блейна и Соловьёв стали популярны достаточно, чтобы гарантировать славу саундтреку альбома, «Glee: The Music Presents the Warblers». Он дебютировал под вторым номером на «Billboard 200» и под первым на «Billboard», было продано 86 000 копий в первую неделю. Также было продано свыше 1,3 миллиона копий треков.
С 21 мая по 3 июля 2011 года, Даррен Крисс и актёрский состав телесериала «Хор» выступал на концерте «Glee Live! In Concert!», на гастролях в США, Канаде, Англии и Ирландии. По данным журнала, это был 16-й самый успешный концертный тур 2011 года, собрав более $40 млн долларов.
В шестом сезоне «Хора», Крисс написал музыку и песни к эпизодам «The Rise and Fall of Sue Sylvester», «This Time» и «Dreams Come True». Даррен Крисс был номинирован на премию «Эмми» за «Лучшую оригинальную музыку и песни для комедийного телесериала» в 2015 году.
С 2017 года Даррен является участником группы «Computer Games» вместе со своим братом Чаком Криссом. Они выпустили мини-альбом «Lost Boys Life», в который вошло 4 песни: «Lost Boys LIfe», «Every Single Night», «We Like It», «The Day The Dance Is over».

## Другая деятельность
Даррен Крисс выступает за права ЛГБТ и является активным сторонником «The Trevor Project» — ведущей национальной организации, чья деятельность направлена на предотвращение самоубийств среди лесбиянок, геев, бисексуалов, транссексуалов и др. В 2011 году Крисс получил за специальную награду от журнала Variety, за его вклад в эту организацию.
Крисс был послом для различных организаций, в том числе «Rock the Vote», ЮНИСЕФ, «We Day» и фестиваля новых американских мюзиклов.
Крисс записал с Бобом Диланом песню «New Morning», для организации «Международная амнистия». Она вошла в часть сборника песен звоны свободы Боба Дилана в честь 50 лет «Международной амнистии», он был выпущен 24 января 2012 года.
Крисс выступал для различных благотворительных организаций, в том числе «American Conservatory Theater», «AIDS Project Los Angeles», «New Conservatory Theatre Center», «Toys for Tots», «City of Hope National Medical Center», «Motion Picture & Television Fund», «Public School Arts», «MusiCares Foundation», «The Old Vic», «UCLA’s Jonsson Comprehensive Cancer Center», «Big Brothers Big Sisters of America», «Young Storytellers Foundation» и «Elizabeth Glaser Pediatric AIDS Foundation».
Даррен Крисс является инвестором и партнером интернет-магазина мужских стрижек в Калифорнии.
Также он является соучредителем музыкального фестиваля «Элси». Первое ежегодное шоу состоялось 27 сентября 2015 года, в Нью-Йорке.

## В СМИ
Даррен Крисс появлялся на обложках журналов Billboard, Entertainment Weekly, Out, Playbill, TV Guide, Da Man,Gay Times, Prestige Hong Kong, и Essential Homme. Крисс также представлял осеннюю рекламную кампанию для «Uniqlo» (2011), японской линии одежды. Даррен Крисс был назван одним из «самых сексуальных мужчин на земле» (2011), и занял первое место в списке «100 горячих мужчин» на AfterElton.com (2011, 2012), и первое место в списке «самые стильные люди Голливуда» журнала GQ (2012).

## Личная жизнь
16 февраля 2019 года Даррен Крисс женился на своей подруге Мие Сваер (Mia Swier, род. 1985), в отношениях с которой состоял с 2010 года. У пары двое детей: дочь Блюзи Белль (Bluesy Belle, род. 2022) и сын Бразер Ласло (Brother László, род. 2024).

## Фильмография
| Год       |   | Русское название                   | Оригинальное название               | Роль               |
| --------- | - | ---------------------------------- | ----------------------------------- | ------------------ |
| 2009      | с | Иствик                             | Eastwick                            | Джош Бёртон        |
| 2010      | с | Детектив Раш                       | Cold Case                           | Рубен Харрис       |
| 2010—2015 | с | Хор                                | Glee                                | Блейн Андерсон     |
| 2011      | ф | Чикагская восьмёрка                | The Chicago 8                       | йиппи              |
| 2012      | ф | Имоджен                            | Girl Most Likely                    | Ли                 |
| 2013      | с | Интернет-терапия                   | Web Therapy                         | Оги Сэйлз          |
| 2015      | с | Американская история ужасов: Отель | American Horror Story: Hotel        | Джастин            |
| 2017      | с | Супергёрл                          | Supergirl                           | Музыкальный мастер |
| 2017      | с | Флэш                               | The Flash                           | Музыкальный мастер |
| 2017      | ф | Речь и дебаты                      | Speech & Debate                     | камео              |
| 2018      | с | Американская история преступлений  | American Crime Story                | Эндрю Кьюненен     |
| 2019      | ф | Всё, о чём ты мечтал               | All You Ever Wished For             | Тайлер Хаттон      |
| 2019      | ф | Мидуэй                             | Midway                              | Юджин Линдси       |
| 2020      | с | Голливуд                           | Hollywood                           | Рэймонд Эйнсли     |
| 2020      | с | Авторский гонорар                  | Royalties                           | Пирс               |
| 2020      | с | Путеводитель для неопытного глаза  | Wayward Guide for the Untrained Eye | Райан Рейнольдс    |
| 2023      | с | Удивительная миссис Мейзел         | The Marvelous Mrs. Maisel           | Тэйлор             |
| 2024      | ф | Нежданчик                          | Babes                               | мужчина-доула      |

## Роли в театре
| Год  | Постановка                               | Роль                            | Примечания                                                                          |
| ---- | ---------------------------------------- | ------------------------------- | ----------------------------------------------------------------------------------- |
| 1997 | Фанни                                    | Чезарио                         | Театральная компания «42nd Street Moon»                                             |
| 1998 | Я слышу вальс?                           | Мауро                           | Театральная компания «42nd Street Moon»                                             |
| 1999 | Детки с оружием в руках                  | Борегар Калхун                  | Театральная компания «42nd Street Moon»                                             |
| 2005 | Прольём немного света                    | Певец и музыкант                | Американский театр-консерватория                                                    |
| 2006 | Бумажное каноэ                           | Лосось                          |                                                                                     |
| 2009 | Очень Поттеровский мюзикл                | Гарри Поттер                    | Театральная компания «StarKid», ведущий актёр, соавтор песен и композитор           |
| 2009 | Me and My Dick                           | Владелец итальянского ресторана | Театральная компания «StarKid», соавтор песен, композитор и гитарист                |
| 2010 | Очень Поттеровское продолжение           | Гарри Поттер                    | Театральная компания «StarKid», ведущий актёр, автор песен, композитор и сопродюсер |
| 2012 | Как преуспеть в бизнесе, ничего не делая | Джей Финч Пиррпон               | Бродвейский дебют, главная роль                                                     |
| 2012 | Очень Поттеровский год                   | Гарри Поттер                    | Театральная компания «StarKid», ведущий актёр, соавтор песен и композитор           |
| 2015 | Хедвиг и сердитый дюйм                   | Хедвиг Робинсон                 | Бродвей, главная роль                                                               |

## Дискография
Сольный EP
- 2010: Human[англ.]
- 2017: Homework[англ.]

Альбомы для Хора

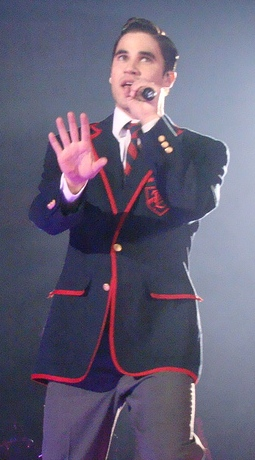
Даррен Крисс в роли Блейна Андерсона

- 2010: Glee: The Music, The Christmas Album
- 2010: Glee: The Music, Volume 4
- 2011: Glee: The Music, Volume 5
- 2011: Glee: The Music Presents the Warblers
- 2011: Glee: The Music, Volume 6
- 2011: Glee: The 3D Concert Movie
- 2011: Glee: The Music, The Christmas Album Volume 2
- 2011: Glee: The Music, Volume 7
- 2012: Glee: The Music, The Graduation Album
- 2012: Glee: The Music, Season 4, Volume 1
- 2012: Glee: The Music, The Christmas Album Volume 3
- 2013: Glee Sings the Beatles
- 2013: Glee: The Music — Celebrating 100 Episodes

StarKid альбомы
- 2009: Little White Lie
- 2009: A Very Potter Musical
- 2010: Me and My Dick (саундтрек)
- 2010: A Very StarKid Album
- 2010: A Very Potter Sequel (саундтрек)
- 2011: Starship (саундтрек)
- 2012: The SPACE Tour (альбом)
- 2012: Apocalyptour (альбом)
- 2012: A Very StarKid Senior Year

Независимые песни
- 2008: Skin and Bones — Duet with Шарлин Кайе — Things I Will Need in the Past (альбом)
- 2011: Dress and Tie — Duet with Шарлин Кайе
- 2012: New Morning — Chimes of Freedom: Songs of Bob Dylan Honoring 50 Years of Amnesty International (альбом)

Computer Games
- 2017: Lost Boys Life

Музыкальные клипы
- 2009: Skin and Bones — Шарлин Кайе
- 2009: Magnolia Wine — Шарлин Кайе
- 2009: Roll with Me — Монтгомери Джентри
- 2011: Dress and Tie — Шарлин Кайе
- 2011: Last Friday Night (T.G.I.F.) — Кэти Перри
- 2012: New Morning — Amnesty International
- 2012: Dress You Up — Vogue «Fashion Night Out»
- 2013: Kangaroo Court — Capital Cities
- 2013: Songify the News 3 — The Gregory Brothers
- 2014: I Sold My Bed, But Not My Stereo — Capital Cities
- 2014: Already Home — A Great Big World

## Награды и номинации
Полный список наград и номинаций на сайте IMDb.
| Год  | Награда                          | Категория                                          | Работа                                                     | Результат |
| ---- | -------------------------------- | -------------------------------------------------- | ---------------------------------------------------------- | --------- |
| 2011 | Variety                          | Специальная награда                                | The Trevor Project                                         | Победа    |
| 2011 | Dorian Award                     | Восходящая звезда                                  | Хор                                                        | Победа    |
| 2011 | Teen Choice Award                | Восходящая звезда                                  | Хор                                                        | Победа    |
| 2011 | NewNowNext Award                 | Лучший актёр                                       | Хор                                                        | Победа    |
| 2011 | Broadway World — Chicago Awards  | Лучшая мужская роль в мюзикле                      | Звездолёт                                                  | Победа    |
| 2012 | Broadway World — Chicago Awards  | Лучшая мужская роль в мюзикле                      | Гарри Поттер                                               | Победа    |
| 2012 | Broadway.com Award               | Лучшая мужская роль в мюзикле                      | Как преуспеть в бизнесе, ничего не делая                   | Победа    |
| 2012 | Грэмми                           | Лучший сборник саундтреков                         | Glee: The Music, Volume 4                                  | Номинация |
| 2012 | Премия Гильдии киноактёров США   | Лучший актёрский состав в комедийном сериале       | Хор                                                        | Номинация |
| 2013 | Dorian Award                     | Лучший телевизионный музыкальный спектакль года    | Хор                                                        | Номинация |
| 2013 | Премия Гильдии киноактёров США   | Лучший актёрский состав в комедийном сериале       | Хор                                                        | Номинация |
| 2013 | Shorty Award                     | Лучший телеактёр                                   | Хор                                                        | Номинация |
| 2013 | People's Choice Award            | Любимый комедийный телеактёр                       | Хор                                                        | Номинация |
| 2013 | People's Choice Award            | Любимый телеактёр                                  | Хор                                                        | Номинация |
| 2013 | People's Choice Award            | Лучшая экранная пара (совместно с Крисом Колфером) | Хор                                                        | Номинация |
| 2015 | Broadway.com Award               | Лучшая мужская роль в мюзикле                      | Хедвиг и злосчастный дюйм                                  | Победа    |
| 2015 | Эмми                             | Лучшая музыка и песни для комедийного телесериала  | Хор                                                        | Номинация |
| 2015 | Hollywood Music in Media Awards  | Лучшее музыкальное исполнение                      | Хор                                                        | Победа    |
| 2015 | Giffoni Film Festival            | Лучший актёр                                       | Хор                                                        | Победа    |
| 2017 | Los Angeles Drama Critics Circle | Лучшая мужская роль в мюзикле                      | Хедвиг и злосчастный дюйм                                  | Номинация |
| 2018 | Эмми                             | Лучший актёр в мини-сериале или фильме             | Убийство Джанни Версаче: Американская история преступлений | Победа    |
| 2019 | Золотой глобус                   | Лучший актёр мини-сериала или телефильма           | Убийство Джанни Версаче: Американская история преступлений | Победа    |